# Nemadi (dialecte)
 (juin 2023).
La mise en forme du texte ne suit pas les recommandations de Wikipédia : il faut le « wikifier ».
Les points d'amélioration suivants sont les cas les plus fréquents. Le détail des points à revoir est peut-être précisé sur la page de discussion.
- Les titres sont pré-formatés par le logiciel. Ils ne sont ni en capitales, ni en gras.
- Le texte ne doit pas être écrit en capitales (les noms de famille non plus), ni en gras, ni en italique, ni en « petit »…
- Le gras n'est utilisé que pour surligner le titre de l'article dans l'introduction, une seule fois.
- L'italique est rarement utilisé : mots en langue étrangère, titres d'œuvres, noms de bateaux, etc.
- Les citations ne sont pas en italique mais en corps de texte normal. Elles sont entourées par des guillemets français : « et ».
- Les listes à puces sont à éviter, des paragraphes rédigés étant largement préférés. Les tableaux sont à réserver à la présentation de données structurées (résultats, etc.).
- Les appels de note de bas de page (petits chiffres en exposant, introduits par l'outil «  Source ») sont à placer entre la fin de phrase et le point final[comme ça].
- Les liens internes (vers d'autres articles de Wikipédia) sont à choisir avec parcimonie. Créez des liens vers des articles approfondissant le sujet. Les termes génériques sans rapport avec le sujet sont à éviter, ainsi que les répétitions de liens vers un même terme.
- Les liens externes sont à placer uniquement dans une section « Liens externes », à la fin de l'article. Ces liens sont à choisir avec parcimonie suivant les règles définies. Si un lien sert de source à l'article, son insertion dans le texte est à faire par les notes de bas de page.
- La présentation des références doit suivre les conventions bibliographiques. Il est recommandé d'utiliser les modèles {{Ouvrage}}, {{Chapitre}}, {{Article}}, {{Lien web}} et/ou {{Bibliographie}}. Le mode d'édition visuel peut mettre en forme automatiquement les références.
- Insérer une infobox (cadre d'informations à droite) n'est pas obligatoire pour parachever la mise en page.

Pour une aide détaillée, merci de consulter Aide:Wikification.
Si vous pensez que ces points ont été résolus, vous pouvez retirer ce bandeau et améliorer la mise en forme d'un autre article.
 (juin 2023).
Le nemadi est un dialecte parlé par la petite  tribu des Némadi, chasseurs de l'Est de la Mauritanie. Leur langue est selon certaines sources un dialecte du Hassaniyya, selon d'autres un mélange de Zenaga, de soninké et de hassaniyya,.

## Étymologie
L'historien berbérisant Gabriel Camps rappelle que certaines tribus autochtones du Maghreb se donnaient le nom de Numides, y compris et encore au XXe siècle, tels les Nemadi de Mauritanie.

## Comptes de la langue
Selon Robert Arnaud (1906), "autour de Tichit les Némadis emploient un dialecte appelé Azeïr qui est proche du Soninké". Chudeau (1913), peut-être à sa suite, ajoute que « Nous avons peu de renseignements sur leur langue, que M. Delafosse classe provisoirement avec le soninké ». Cependant, Brosset (1932) dit qu'ils parlent hassaniyya, et que « leur vocabulaire spécial n'est pas constitué de vocables différents du hassaniyya, mais de termes techniques que le besoin les a obligés à créer, qui se sont forgés à partir de l'arabe, du zénaga, et peut-être de l'azer.
Le Kitab El Wasit d'Ech Chinguetti dit que "Les Nmadi parlent le dialecte commun à tous les Maures (c'est-à-dire hassaniyya). Cependant, ils ne prononcent pas le m final du pronom apposé à la deuxième personne du pluriel, ils disent donc : as-Salam alayku ("la paix soit sur vous") pour alaikum, et kayfa haluku ("comment allez-vous ?") pour halukum [réf. nécessaire]. "
Laforgue affirme qu'ils parlent « Zenati », c'est-à-dire Berber, une affirmation considérée par Hermans comme "très improbable".[réf. nécessaire]
Selon Gerteiny (1967), ils parlent « leur propre dialecte, probablement un mélange d'Azêr [Soninké], de Zenaga et de Hassaniyya, appelé Ikôku par les Maures. Ils s'expriment par de brèves phrases idiomatiques, et la langue n'a ni singulier ni pluriel."[réf. nécessaire]
L'ancienne description de l'Ethnologue de leur langue semble être basée uniquement sur cette source. Les éditions ultérieures disent que "Les Nemadi (Ikoku) sont un groupe ethnique de 200 (1967) qui parlent Hassaniyya, mais ils ont des morphèmes spéciaux pour les chiens, la chasse et les maisons".
L'opinion d'Hermans est que "la langue parlée par les Nemadi en général (il peut rester des Nemadi parlant l'azéri) est le hassaniyya. Mais il faut reconnaître certaines particularités", dont l'absence de pluriel, certaines expressions de type argot (cf. Fondacci), et les termes techniques (cf. Brosset, Fondacci, Gabus.)[réf. nécessaire]

## Dans la littérature
Les Nemadi figurent dans une histoire parallèle du livre semi-fictif de Bruce Chatwin, The Songlines, sur les aborigènes australiens.